# Ernesto Abaterusso
Ernesto Abaterusso (Patù, 18 febbraio 1956 – Bari, 17 novembre 2022) è stato un politico italiano.

## Biografia
Laureato in scienze politiche. È stato impegnato nella cooperazione agricola nel settore ortofrutticolo, olivicolo e tabacchicolo.
Dal 2008 al 2014 è stato presidente di Italia Navigando, società del gruppo Invitalia controllata dal Ministero dell’Economia.

## Attività politica
È stato consigliere della Provincia di Lecce dal 1985 al 1992 e sindaco di Patù dal 1988 al 1997.
Alle elezioni politiche del 1992 è stato eletto alla Camera dei Deputati nelle liste del Partito Democratico della Sinistra nel collegio di Lecce, Brindisi e Taranto e successivamente, nel 1996, nel Partito dei Democratici di Sinistra – Ulivo nel collegio di Tricase. Ha ricoperto il ruolo di deputato fino al 2001. In entrambe le legislature è stato membro della XIII Commissione permanente all’agricoltura.
Nel 2015 è eletto consigliere regionale pugliese nella circoscrizione di Lecce per lista del Partito Democratico, è risultato il secondo più suffragato di Puglia e attualmente è al suo primo mandato in Consiglio regionale della Puglia. È vicepresidente della Commissione consiliare allo sviluppo economico e componente delle Commissioni consiliari agli Affari Generali e al Lavoro e Formazione professionale.
Dal marzo 2017 è Presidente del Gruppo consiliare Articolo 1 - Movimento Democratico e Progressista.

### Il Referendum costituzionale
Di fronte al Referendum per le riforme costituzionali voluto da Matteo Renzi che proponeva, tra le altre cose, l'abolizione del bicameralismo perfetto e la modifica della struttura e delle funzioni del Senato della Repubblica e alla proposta di sostituzione del cosiddetto Porcellum, parzialmente annullato dalla Corte Costituzionale, con una nuova legge elettorale denominata Italicum, Abaterusso ha deciso di sostenere la campagna per il "NO" in opposizione a Renzi diventando Coordinatore regionale dei Comitati "Scelgo NO" voluti da Massimo D'Alema.
Dopo la sconfitta di Renzi al Referendum Costituzionale, coloro che avevano aderito ai comitati "Scelgo No" decidono di proseguire lungo la strada intrapresa e lavorare per mantenere viva e rafforzare la rete di partecipazione presente in tutta Italia nel tentativo di estenderla e renderla ancora più capillare su tutto il territorio nazionale. Nasce così "ConSenso". La mission di questo nuovo movimento, in continuità con l’ispirazione della battaglia referendaria, è quella di coinvolgere quante più persone per avviare un'opera di ricostruzione e ricompattamento del centrosinistra. Abaterusso abbraccia da subito la nuova associazione lanciata da Massimo D'Alema e lavora attivamente sul territorio regionale promuovendo la prima assemblea pubblica dei Comitati ConSenso del Salento, con la partecipazione dello stesso D'Alema.

### Il passaggio ad Articolo Uno
A marzo del 2017, a seguito di un dibattito sulla linea attuata dal PD guidato da Renzi, Ernesto Abaterusso decide di lasciare il partito e insieme ad altri due colleghi (Pino Romano del Pd e Mauro Vizzino della lista Emiliano Sindaco di Puglia) dà vita, in seno al Consiglio regionale, al gruppo Articolo 1 - Movimento Democratico e Progressista di cui diventa Capogruppo.
Ad inizio 2020 fonda, insieme ai colleghi Pino Romano, Alfonso Pisicchio, Peppo Turco, Sabino Zinni e Mino Borraccino il gruppo consiliare "Senso Civico, Nuovo Ulivo per la Puglia".
È stato segretario regionale e componente della segreteria nazionale di Articolo Uno.
È autore del libro autobiografico Una sola passione.